# Lady Antebellum (album)
Lady Antebellum è il primo album in studio del gruppo musicale statunitense omonimo, pubblicato il 15 aprile 2008 dall'etichetta discografica Capitol Records di Nashville. L'album è stato certificato dalla RIAA doppio disco di platino.

## Tracce
1. Love Don't Live Here – 3:50 (Dave Haywood, Charles Kelley, Hillary Scott)
2. Lookin' for a Good Time – 3:07 (Dave Haywood, Charles Kelley, Hillary Scott, Keith Follesé)
3. All We'd Ever Need – 4:40 (Dave Haywood, Charles Kelley, Hillary Scott)
4. Long Gone – 3:34 (Victoria Shaw, Hillary Scott, Keith Follesé, Adrienne Follesé)
5. I Run to You – 4:16 (Dave Haywood, Charles Kelley, Hillary Scott, Tom Douglas)
6. Love's Lookin' Good on You – 3:21 (Victoria Shaw, Jason Deere, Matt Lopez)
7. Home Is Where the Heart Is – 3:45 (Dave Haywood, Charles Kelley, Hillary Scott, Victoria Shaw)
8. Things People Say – 3:50 (Dave Haywood, Charles Kelley)
9. Slow Down Sister – 3:06 (Dave Haywood, Charles Kelley, Victoria Shaw, Jason "Slim" Gambill)
10. Can't Take My Eyes Off You – 4:45 (Dave Haywood, Charles Kelley, Hillary Scott)
11. One Day You Will – 4:30 (Dave Haywood, Charles Kelley, Hillary Scott, Clay Mills)
12. Emily – 3:59 – solo su iTunes

## Classifiche
| Classifica  | Posizione massima |
| ----------- | ----------------- |
| Stati Uniti | 4                 |

### Classifiche di fine anno
| Classifica di fine anno (2008) | Posizione |
| ------------------------------ | --------- |
| Stati Uniti                    | 134       |
| Classifica di fine anno (2009) | Posizione |
| Stati Uniti                    | 40        |
| Classifica di fine anno (2010) | Posizione |
| Stati Uniti                    | 25        |